# Robert Uitto
Nils Robert Uitto, född 24 september 1964 i Östersund, är en svensk politiker (socialdemokrat) och utövare av alternativmedicin.
Han var regionråd fram till 2023 och var tidigare både ordförande och vice ordförande i landstingsstyrelsen i Jämtlands läns landsting fram till 2011. Från 2015 var Uitto regionråd och ordförande för den Regionala Utvecklingsnämnden i nybildade Region Jämtland Härjedalen, som ansvarar för de Regionala utvecklingsfrågorna.
År 2019 tillträdde Uitto samma roll som tidigare, men nu i opposition efter att Region Jämtland Härjedalen fått Alliansledd ledning tillsammans med Miljöpartiet.
Robert Uitto är utbildad inom alternativmedicin och medicin, diplomerad homeopat samt förfaren inom irisdiagnostik. Inom det alternativmedicinska fältet har Uitto bedrivit praktik och utbildning, samt verkat som informationssekreterare i Homeopatförbundet Hahnemann Collegium. Inför valet 2010 uttalade Uitto att han till följd av tidsbrist inte längre driver sitt företag aktivt. Uitto var tidigare verksam som utbildare vid norska Heilpraktikerskolen.
Uitto var även ordförande för den ideella föreningen Region MittSverige, vars syfte var att arbeta med den kommande regionbildningen i Sverige och försöka finna en passande geografi och innehåll i området kring Sundsvall - Ånge - Östersund (med samhörighet med Trondheimsområdet). Föreningen spelade en viktig roll i arbetet med att också ena stora delar av Västernorrland och kommuner söderut i nämnda regionbildning.
För närvarande är Uitto också engagerad i flera organ både regionalt, nationellt och europeiskt som arbetar med de internationella frågorna och med Regionernas roll i den kommande EU-politiken. Uitto fanns med som kandidat till EU-parlamentet på Socialdemokraternas valsedel inför EU-valet 2019.
Under 2019 valdes Robert Uitto till ordförande för Länsteatrarna i Sverige.
2023 valdes Uitto till Ordförande för museet Jamtli. Han utsågs också som särskilt ansvarig ledamot i Region JH:s regionala utvecklingsnämnd och arbetar politiskt med kultur och folkbildningsfrågor. Fortsatt ordförande och VD för Länsteatrarna i Sverige. Tillträdde även som vice ordförande för OFI - Offentligägda folkhögsk0lo0rsnintresseorganisation.
2022 gjorde han även come back i kommunpolitiken i kommunfullmäktige i Östersund kommun. 2023 valdes han som ordförande i det kommunala bostadsbolaget Östersundshem.

## 1980-talet
Uitto började sin politiska karriär i SSU under 1980-talet med bland annat bostadspolitiska frågor och har sedan dess varit bland annat kommunstyrelseledamot och skol- och utbildningspolitiker i Östersunds kommun. Under några år var han ordförande i Barn- och ungdomsnämnden i Östersunds kommun. Han har arbetat för ett förändrat tankesätt inom utbildningspolitiken med åldersintegrerad undervisning, sexårsstart i skolan och flexibel skolstart som viktiga instrument. Dessa idéer realiserades i Östersunds kommun 1994–2008, då kommunen återgick till sjuårsstart och förskoleklass. Han var också under en tid på 1980-talet bostadspolitiker med centrala uppdrag inom bland annat SSU. Uitto har också centrala uppdrag inom bland annat Sveriges kommuner och landsting och har haft flera uppdrag i arbetsgrupper inom Socialdemokratiska partiet nationellt.

## 1990-talet
År 1998 representerade Uitto Homeopatförbundet Hahnemann Collegium vid en uppvaktning av Socialdepartementet vars syfte var att "presentera och precisera den homeopatiska behandlingsformens mycket fördelaktiga möjligheter för den enskilda patienten och för samhället som helhet". Delegationen hemställde härvid om att staten samman med de uppvaktande organisationerna måtte fastställa "utbildningsnivå för homeopater" samt fastställa en "legitimation/godkännande med statlig kontroll", vidare att "berörda myndigheter" måtte stötta och medverka i "ett antal pilotprojekt eller försöksverksamheter inom homeopati för att utvärdera sociala och ekonomiska aspekter" och snarast överse momsfrågan avseende homeopatisk vård och utbildning, det sistnämnda "med tanke på konkurrensfrihet och valfrihet inom vården".

## 2000-talet
Som informationssekreterare i Homeopatförbundet Hahnemann Collegium uttryckte Uitto år 2001 bland annat uppfattningen att Sverige är på efterkälken inom alternativmedicin och hävdade att homeopatiska preparat ”ofta har ett större antal prövningar och vetenskapligt positiva effekter än flertalet läkemedel som läkemedelsverk och socialstyrelse godkänt”. På arkivens dag år 2003 föreläste Uitto i Östersund över ämnet "Homeopati i Jämtland, en resurs då och nu?"
2007–2010 deltog Uitto, då landstingsråd, i åtminstone fyra av homeopatikaindustrin anordnade homeopatikongresser. Dessa sakförhållanden har skapat viss uppmärksamhet till exempel i Dagens Medicin. Under samma period var han ordförande i samverkansorganet för Jämtlands län - Rådet för regional utveckling i länet, där kommunförbundet, landstinget och länsstyrelsen i Jämtlands län ingick, men som i och med regionbildningen övergått i det Regionala samverkansrådet där Uitto numer är ordförande.

## 2010-talet
Under 2010 ledde Uitto bildandet av ett regionförbund för Jämtlands län som skall vara politiskt ansvarigt för regional utveckling. Regionförbundet för Jämtlands län övertog bland annat  ansvar och medel från Länsstyrelsen, kommunförbundet och landstinget. Från 2011 bildades den nya politiska organisationen för Regional utveckling som övertog bland annat visst ansvar från länsstyrelsen, hela landstingets regionala utvecklingsdelar och det tidigare kommunförbundet i Jämtlands län. Regionförbundet Jämtlands län, "Region Jämtland" leddes av sin styrelse där Uitto var regionråd och ordförande. 
Robert Uitto tillträdde under 2012 ordförandeskapet i EU:s Strukturfondsparternskap för Mellersta norrland och innehar ett antal uppdrag på Europanivå som väl sammankopplas till detta - däribland som vice ordförande för Mid Sweden European office i Bryssel, ledamotskapet i AER:s (Assembly of European Regions) kommitté 1 för regionala utvecklingsfrågor och ledamotskapet i styrgrupperna för ENCORE (Europeisk regional miljöorganisation) och Mittnorden kommittén.
2013 valdes Robert Uitto som ordförande i styrgruppen för Region 2015. Den gruppen ledde och handlade arbetet med Regionbildningen som Jämtlands läns landsting inlett efter sin ansökan till Regeringen.
Arbetet utmynnade i ett förslag på organisation för den Region som övertog Regionförbundets, Landstingets och stora delar av länsstyrelsens ansvar inom sjukvård och Regional utveckling. Under 2014 kom det formella beslutet att Jämtlands läns landsting fick bilda region from 2015. Det innebar att det tidigare Regionförbundet inlemmades i dåvarande landsting och bildade en Region med ansvaret för både sjukvård och Regional utveckling. Regionens namn kom att vara Region Jämtland Härjedalen. Enligt belsut från Regeringen övertog då den nybildade Region Jämtland Härjedalen det fullständiga Regionala utvecklingsansvaret och också det mesta av de ekonomiska medlen för detta från Länsstyrelsen. Robert Uitto valdes till Regionråd och ordförande för den Regionala utvecklingsnämnden som då kom att verka direkt under Regionfullmäkige och ansvara för frågor kring regional utveckling så som Länstrafik, infrastruktur, kultur, utbildning, näringslivsfrågor, besöksnäring, miljö med mera.
Uitto uttalade 16/8 2011 i Länstidningen Östersund att homeopatin bör arbeta för en av staten fastställd legitimation och utbildningsväg, i allt väsentligt densamma uppfattning som Uitto såsom informationssekreterare i Homeopatförbundet Hahnemann Collegium uttryckt såväl 1998 som 2001. Vad avser formerna för den offentligfinansierade sjukvårdens drift är Uitto en uttalad anhängare av vetenskapligt underbyggda ställningstaganden, vilket kommit att ställas i kontrast till densammes homeopatiska bakgrund.
Hösten 2011 uppmärksammades Uittos kopplingar till homeopatikaindustri och alternativmedicinsk utbildning av centerpartistiska Östersunds-Posten, varefter mot Uitto kritiska synpunkter uttalades av opposition, i länet verksam medicinsk personal och Socialstyrelsen. Uitto bemötte kritiken i såväl Östersunds-Posten som i sin blogg och yttrade huvudsakligen att som homeopatin inte är föremål för landstingets verksamhet, kunde heller inga tveksamheter avseende olämpliga kopplingar mellan de två skilda engagemangen föreligga. Vidare menade Uitto att kritiken bottnade i "Häxjakten på politiken", oppositionspolitikers personliga tillkortakommanden och en socialstyrelse vilken felaktigt uttalat sig i spörsmål utanför sin kompetens. Socialdemokratiska Länstidningen Östersund uppfattade diskussionen som en ickefråga, detta som Uitto valts i demokratisk ordning.
Robert Uitto arbetade fram till fastlagda program 2014 för att EU:s sammanhållningspolitik, regeringens initiativ i frågan och Regionernas behov tydligt skulle åskådliggöras i den kommande programperioden. Genom hans och andras arbete i NSPA (Northern Sparsley Populated Areas) jobbades det fram bättre förutsättningar för hur glest befolkade regioner i norra Europa skulle kunna ersättas bättre för att få bättre förutsättningar. Uitto har fram till nu varit en av 8 regionala företrädare i den sk. 8-gruppen och numer vice ordfrände  för samarbete mellan den Regionala nivån och Regeringen kring EU:s Partnerskapsöverenskommelse. Den så kallade 8-gruppen företräder Regionernas synpunkter i arbetet med Sammanhållningspolitiken inom EU - sedan något år tillbaka är Robert Uitto vald som vice ordförande och arbetar aktivt för att regering och EU-kommission skall skapa en fortsatt bra Sammanhållningspolitik.
11/5 2014 kommenterade Uitto i SR P4 Jämtland det svenska förbudet mot att exponera barn yngre än åtta år för homeopatisk behandling, ställt i kontrast till ett antal andra EU-länders förhållningssätt sålunda: ”I Sverige har ju homeopatin varit väldigt liten och inte haft samma möjlighet att utöva påtryckning och lyfta fram de bevis som finns för effektiviteten. Jag tror att det är landets litenhet som är den första orsaken och kanske ett ganska stort ointresse från Socialstyrelsen”.
Vid homeopatikaindustriaktören DCG:s kongress 2016, deltog Uitto under rubriken ”Stress, krav och utbrändhet”.
Uitto arbetar även inom AER, Assembly for European Regions med att påverka utgången av Sammanhållningspolitiken efter 2020.
Robert Uitto har också under den gångna mandatperioden företrätt regionen i Näringsdepartementets så kallade Nationella Forum.
Från 1 januari 2015 har det så kallade Regionförbundet och Landstinget i Jämtlands län gått samman och av staten utnämnts till Region. Region Jämtland Härjedalen, i vilken Uitto är Regionråd, har övertagit det så kallade Regionala utvecklingsansvaret från Länsstyrelsen.
Robert Uitto utsågs 2015 till ledamot i SKL:s (Sveriges Kommuner och Landstings) beredning för Tillväxt och Regional Utveckling. Under året utsåg också Regeringen honom till ordförande i Strukturfondspartnerskapet Mellersta Norrland, som ansvarar för att prioritera projektansökningar till EU:s Regionala fond och Socialfonden.
Uittos engagemang för utbildning tar sig nu uttryck i arbetet med Folkhögskolorna i Sverige och han var numer ledamot och kassör i Folkhögskoleföreningen inom SKL som företrädde de offentligt ägda folkhögskolorna i Sverige. Numer är han vald vice ordförande i OFI - Offentligägda Folkhögskolors Intresseorganisation. Han har även uppdrag inom Folkbildningsrådet. På den europeiska nivån satt han även i Earlall som är en europeisk organisation för livslångt lärande - i styrelsen fungerade han också som nätverkets kassör.